# فرد برتلمن
فرد برتلمن (انگلیسی: Fred Bertelmann; ۷ اکتبر ۱۹۲۵ – ۲۲ ژانویهٔ ۲۰۱۴) هنرپیشه و خواننده اهل آلمان بود.
وی برنده جوایزی همچون نشان افتخار شایستگی جمهوری فدرال آلمان شده‌است.